# Xã Concord, Quận Hancock, Iowa
Xã Concord (tiếng Anh: Concord Township) là một xã thuộc quận Hancock, tiểu bang Iowa, Hoa Kỳ. Năm 2010, dân số của xã này là 3.420 người.